# Septiembre, un llanto en silencio
Septiembre, un llanto en silencio es una película Guatemalteca dirigida por Kenneth Muller sobre su propio guion escrito,se estrenó el 28 de septiembre de 2017 y que tuvo como actores principales a Costanza Andrade, Tuti Furlan y Saúl Lisazo. Fue filmada en la ciudad de Guatemala. La película está basada en la historia personal del director, cuyo hermano quedó sordo al atacar la guerrilla el autobús en el que viajaban..

## Sinopsis
Un ataque de la guerrilla realizado el 5 de septiembre de 1980 mata a una madre que iba con su hija de 3 meses de edad y deja sorda a esta. Su padre emprende con ella un viaje de lucha por sobrevivir en medio del conflicto armado interno de Guatemala. 

## Hecho en que se basó el filme
El episodio que dejó sordo a Fausto Müller, ocurrió el 5 de septiembre de 1980 en las oficinas de la empresa de autobuses Galgos cuando el autobús de la misma en el que él viajaba con su madre, arribó justo cuando estalló un explosivo. Ese mismo día estallaron otras bombas contra autobuses e instalaciones de empresa de transportes y esas acciones no fueron reivindicadas por ninguna organización guerrillera pero trascendió que el objetivo era evitar la llegada a la capital de viajeros, para participar en la sexta manifestación anticomunista convocada por el Comité de Acción Nacional para la Defensa de la Democracia y la Libertad, que se celebraría el 7 de septiembre de 1980.

## El director
Es la segunda película del director guatemalteco, que en 2015 ganó el Premio Netflix con su ópera prima 12 segundos.

## Distribución Internacional
(2018) Septiembre, un llanto en silencio fue comprada por el gigante Netflix en exclusividad por un período de 3 años, para las regiones de Estados Unidos, Latinoamérica y España. 

## Reparto
- Costanza Andrade	...Theresa (16)
- Tuti Furlan	...	Mamá de Theresa
- Saúl Lisazo	...	Josué
- Ale Mendoza
- Camila Müller 	...	Theresa (8)
- Juan Pablo Olyslager Muñoz	...	Domingo
- Mario Zaragoza	...	Comandante guerrillero

## Comentarios
El crítico Patricio Burbano dice que la película es “una pequeña joya del cine latinoamericano” que “tiene la virtud de no quedarse en la mera anécdota política, y construye una historia profundamente humana a partir del drama cotidiano entre un padre y su hija….la película, que nos cuenta el drama de la soledad, el dolor de crecer, el enfrentamiento con el miedo y el amor incondicional”.  Sobre los actores dice que es impresionante la versatilidad de Saúl Lisazo y opina que en el filme construye uno de los personajes más sólidos de su carrera. Considera interesante el trabajo de introspección de la actriz Costanza Andrade que encarna a Teresa e informa que como parte de su entrenamiento para el papel se puso tapones en los oídos y trató de llevarlos todo el tiempo para experimentar con la sordera. Respecto del director destaca su manejo del lenguaje cinematográfico que mantiene al espectador siempre en suspenso.
El director Kenneth Müller dijo que la película es “sobre el amor, la forma en que un padre saca adelante a su hija que es sorda y es la reacción existencial de cuando pasa un suceso, que te cambia la vida, como se reacciona.” 
Saúl Lisazo, nacido en Argentina pero radicado en México, actor conocido sobre todo por su participación en numerosas telenovelas, hace el papel de Josué, un argentino que de joven se radicó en Guatemala tratando sin resultado de dedicarse profesionalmente al fútbol, por lo que tuvo que esforzarse para mantener a su familia. Dijo en un reportaje que apenas leyó el guion no dudó en aceptar participar en la película, agregando que después de una carrera bastante larga en la televisión necesitaba hacer otro tipo de papeles.